# Fredningssag
Fredningssag eller fredninger er særlige offentlige beskyttelser af naturområder, mindesmærker eller bygninger. Da en fredning som udgangspunkt har gyldighed i al fremtid, gennemgår "kandidater" til en fredningssag en proces, hvor relevant faglig ekspertise inddrages. Bygningsfredninger behandles af Slots- og Kulturstyrelsen. I naturfredningssager er Danmarks Naturfredningsforening høringspart med ret til at rejse nye sager.
| Forvaltning | Spire Denne artikel om forvaltning er en spire som bør udbygges. Du er velkommen til at hjælpe Wikipedia ved at udvide den. |